# Norwich City F.C.
Câu lạc bộ bóng đá Norwich City (còn gọi là The Canaries hoặc City) là một câu lạc bộ bóng đá chuyên nghiệp có trụ sở tại Norwich, Norfolk, Anh. Câu lạc bộ được thành lập vào ngày 17 tháng 6 năm 1902 và lần đầu tiên giành quyền thăng hạng nhất Anh (tức giải bóng đá Ngoại hạng Anh thời đó) vào mùa giải 1971–1972. Họ đã có 21 năm tham dự giải hạng nhất. Norwich đã giành chức vô địch League Cup hai lần, năm 1962 và năm 1985.
Norwich là một trong những đội bóng đầu tiên tham dự giải Ngoại hạng Anh kể từ khi thành lập. Đội bóng kết thúc mùa giải ở vị trí thứ ba và thi đấu được ba mùa giải, được tham dự vòng loại thứ ba UEFA Cup. Tại UEFA Cup mùa giải 1993-94, Norwich City cũng là đội bóng đầu tiên của nước Anh đánh bại Bayern München trên sân nhà Olympiastadion của đội bóng Đức này.
Từ năm 1935, sân nhà của Norwich City là sân vận động Carrow Road và kình địch lâu năm với đội bóng vùng Đông Anglian, Ipswich Town. Họ đã cạnh tranh với nhau 138 lần. Bài hát của người hâm mộ "On the Ball, City" được xem như là bài hát bóng đá lâu đời nhất trên thế giới.

## Lịch sử

### Giai đoạn đầu: 1902-1959

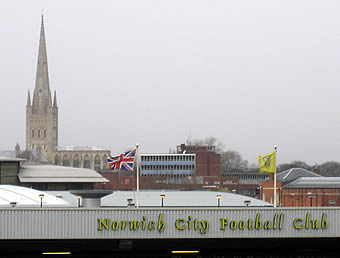
Sân vận động Carrow Road của thành phố Norwich

Câu lạc bộ được thành lập tại quán cà phê Criterion của thành phố Norwich vào ngày 17 tháng 6 năm 1902. Sau đó, đội mở một cuộc họp phụ vào ngày 2 tháng 7 năm 1902 bởi ba cựu cầu thủ Norwich CEYMS, Robert Webster, Joseph Cowper và Brad Skelly và chơi trận đấu chính thức đầu tiên của mình với Harwich & Parkeston, tại sân Newmarket Road vào ngày 6 tháng 9 năm 1902. Câu lạc bộ chuyển sang thi đấu chuyên nghiệp vào năm 1905. Cuối năm 1905 đội tham gia chơi ở giải địa phương và vì số cổ động viên ngày càng tăng, câu lạc bộ đã phải rời khỏi sân Newmarket Road vào năm 1908, chuyển đến sân The Nest, một sân bị bỏ hoang. Biệt danh ban đầu của câu lạc bộ là Citizens, sau đến năm 1907 thì được đổi biệt danh thành Canaries bởi chủ tịch của câu lạc bộ (vốn là một người yêu thích chim hoàng yến) gọi con trai của mình là "The Canaries" và thay đổi áo đấu của đội bóng sang màu vàng và màu xanh lá cây. Trong cuộc chiến tranh thế giới thứ nhất, bóng đá bị đình chỉ tại thành phố và vì thành phố phải đối mặt với khoản nợ leo thang, câu lạc bộ đã tạm thời "thanh lý" vào ngày 10 tháng 12 năm 1917.
Sau chiến tranh thế giới thứ nhất, câu lạc bộ hoạt động trở lại vào ngày 15 tháng 2 năm 1919 bởi ông Watling, cha của chủ tịch câu lạc bộ sau đó, Geoffrey Watling và đến tháng 5 năm 1920, giải đấu chính thức đưa vào hệ thống giải hạng ba, và Norwich là một trong những đội bóng tham dự mùa đầu tiên của giải hạng ba Trận đấu đầu tiên của đội bóng là cuộc so tài với đội Plymouth Argyle, vào ngày 28 tháng 8 năm 1920, đã kết thúc với tỷ số hòa 1-1. Câu lạc bộ đã trải qua thêm một thập kỷ bóng đá, vị trí của đội cao nhất là vị trí thứ tám và vị trí thấp nhất của đội bóng này là vị trí thứ 18. Thành công của câu lạc bộ đến ở thập kỷ 1930, với chiến thắng đậm 10-2 trước đội Coventry City và họ giành chức vô địch giải hạng hai mùa bóng 1933-34 dưới sự dẫn dắt của Tom Parker. Với số cổ động viên tiếp tục tăng cao, và vì việc Liên đoàn bóng đá Anh lo ngại về sự độ an toàn của sân The Nest, câu lạc bộ xem xét việc cải tạo thêm đất và chỗ ngồi cho khán giả nhưng cuối cùng ban lãnh đạo đội bóng đã chuyển đến sân vận động Carrow Road. Trong trận đầu tiên của đội bóng mùa 1935-36 và cũng là trận đấu đầu tiên của Norwich City thi đấu tại Carrow Road, đội đã giành chiến thắng 4-3 trước West Ham United và thiết lập một kỷ lục mới của câu lạc bộ về số cổ động viên tham dự là 29.779. Điểm nhấn lớn nhất của câu lạc bộ là chuyến thăm của vua George VI đến sân Carrow Road vào ngày 29 tháng 10 năm 1938. Tuy nhiên câu lạc bộ đã bị xuống hạng vào cuối mùa 1938-39. Câu lạc bộ đã phải tạm dừng hoạt động ở mùa giải sau như một kết quả của sự bùng nổ của Chiến tranh thế giới thứ hai và không tham dự cho đến khi mùa giải 1946-47 khởi tranh. Câu lạc bộ đã tiếp tục tham dự và đứng ở vị trí thứ 21 Kết quả nghèo nàn khiến Norwich City phải tham dự giải hạng tư. Câu lạc bộ đã sa thải huấn luyện viên Norman trong những năm 1950, và sau sự trở lại của huấn luyện viên Tom Parker, Norwich hoàn thành mùa bóng với vị trí cuối bảng của giải đấu trong mùa giải 1956-1957.
Mùa bóng 1958-59 chứng kiến Norwich lọt vào đến bán kết FA Cup. Họ đã đánh bại Tottenham Hotspur và Manchester United.

### Giai đoạn 1959-1992: Những thành công bước đầu

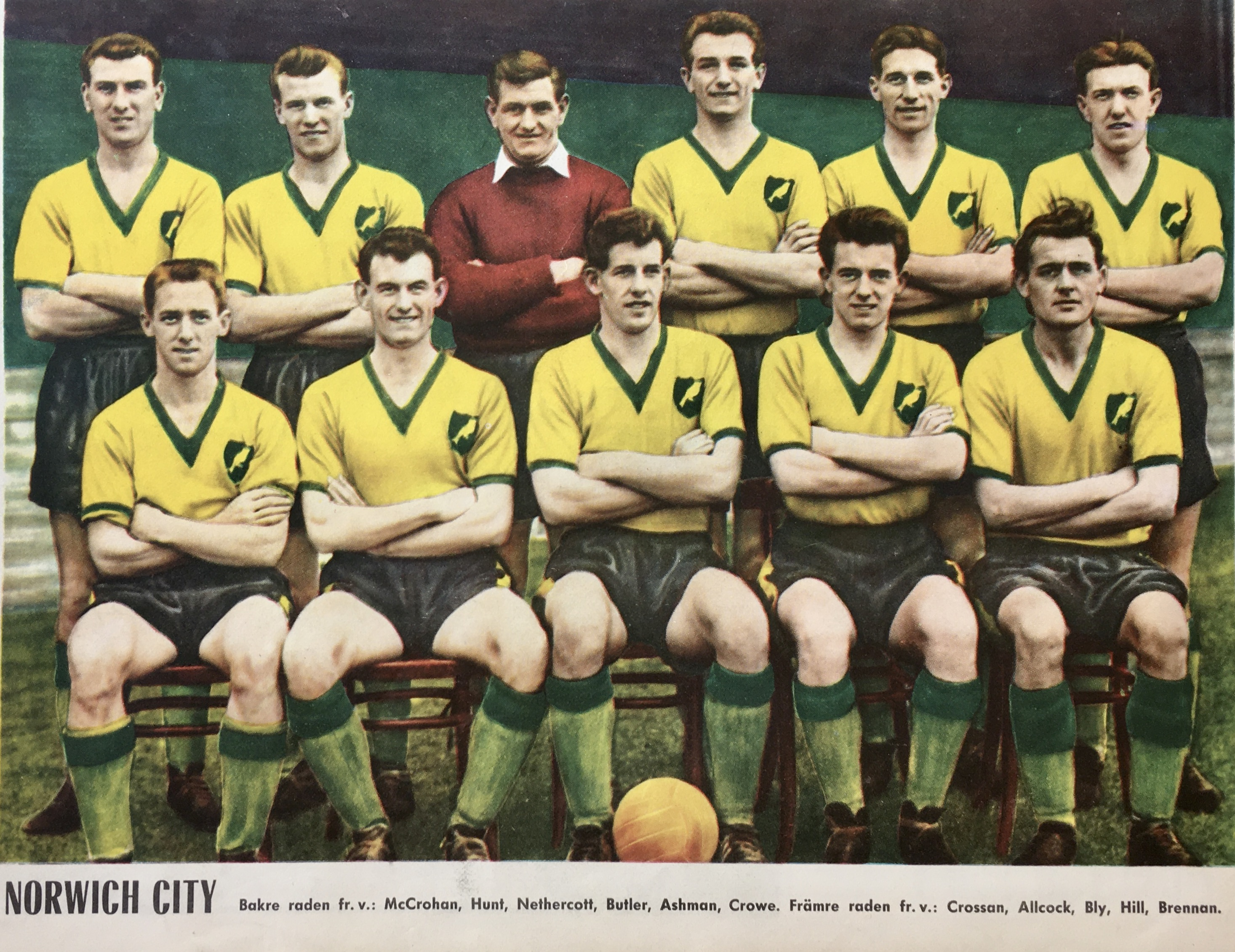
Norwich City F.C. năm 1959 với Roy McCrohan, Hunt, Ken Nethercott, Butler, Ron Ashman, Crossan, Terry Allcock, Terry Bly, Hill, Brennan.

Mùa giải 1959-60, Norwich được thăng lên hạng nhì sau khi kết thúc ở vị trí thứ hai, và đứng sau Southampton. Mùa giải 1960-61, họ kết thúc mùa giải ở vị trí thứ tư. Năm 1962, Ron Ashman dẫn dắt Norwich đến danh hiệu đầu tiên của họ kể từ năm 1933, đánh bại Rochdale 4-0 trong trận chung kết để giành chức vô địch League Cup.
Vị trí thứ sáu là vị trí cao nhất của họ tại giải hạng hai trong thập kỷ 1960, nhưng vào mùa giải 1971-72, dưới sự dẫn dắt của huấn luyện viên Ron Saunders, đội bóng đã chính thức được thăng hạng lên hạng cao nhất của bóng đá Anh lần đầu tiên.
Lần đầu tiên họ xuất hiện trên sân vận động Wembley là vào năm 1973 trong trận chung kết League Cup mùa bóng 1972-73, nhưng lại để thua 1-0 và bị mất danh hiệu vào tay Tottenham Hotspur. Tuy nhiên họ đã bị xuống hạng hai vào mùa giải 1973-74 đã dẫn đến việc huấn luyện viên Saunders phải từ chức và bổ nhiệm John Bond làm huấn luyện viên mới. Tuy nhiên mùa giải sau đó họ đã được thăng hạng trở lại giải hạng nhất mùa 1974-75, và lại trở lại sân Wembley khi vào đến chung kết League Cup, nhưng lại để thua 1-0 trước Aston Villa. Bond từ chức trong mùa giải 1980-81 và câu lạc bộ bị xuống hạng vào cuối mùa, nhưng đã thăng hạng trở lại ở mùa giải tiếp đó sau khi kết thúc ở vị trí thứ ba.
Mùa giải 1984-85 là mùa giải thành công nhưng không trọng vẹn cho câu lạc bộ, dưới dự dẫn dắt của Ken Brown, họ lọt vào chung kết của Cúp Liên đoàn bóng đá Anh tại sân vận động Wembley, sau khi đánh bại Ipswich Town trong trận bán kết. Trong trận chung kết, họ đánh bại Sunderland 1-0 để giành chức vô địch, nhưng trong giải hạng nhất thì cả Norwich và Sunderland đã bị xuống hạng hai của bóng đá Anh. Điều này làm cho Norwich trở thành câu lạc bộ đầu tiên giành một danh hiệu lớn và bị xuống hạng trong cùng một mùa giải cho đến khi Birmingham City cũng bị xuống hạng mặc dù mùa giải đó họ đã giành được League Cup 26 năm sau đó, năm 2013, Wigan Athletic tái diễn điều tương tự khi thắng Manchester City 1-0 trong trận chung kết FA Cup, nhưng chỉ về thứ 18 tại Giải Ngoại hạng.
Giấc mơ được dự cúp châu Âu đầu tiên của họ đã bị phá sản, mặc dù họ có suất tham dự cúp châu Âu mùa giải đó, sau lệnh cấm các câu lạc bộ Anh vì thảm họa Heysel. Chức vô địch của câu lạc bộ mùa giải hạng nhì 1985-86 đã giúp Norwich được thăng hạng trở lại giải bóng đá hạng nhất. Đây là bước khởi đầu của những gì còn lại trong năm 2012, với kỷ lục đối với câu lạc bộ chín mùa liên tiếp trong hạng giải cao nhất của bóng đá Anh. Việc đứng ở vị trí cao trong các giải hạng nhất mùa 1986-87 và 1988-89 là được dự UEFA Cup, nhưng lệnh cấm các câu lạc bộ nước Anh tham dự giải châu Âu vẫn còn.Họ cũng đã giành chức vô địch FA Cup vào năm 1989 và một lần nữa vào năm 1992.

### 1992-1995: Những thành công bước đầu tại giải Ngoại hạng
Mùa giải 1992-93, mùa giải khai mạc Premier League, Norwich dẫn đầu hầu hết cả mùa giải, nhưng sự sa sút trong những vòng đấu cuối cùng khiến Norwich tuột ngôi vô địch và kết thúc ở vị trí thứ ba sau nhà vô địch Manchester United và đội á quân Aston Villa. Mùa giải sau đó là mùa giải đầu tiên họ dự cúp UEFA Cup, thua ở lượt trận thứ ba trước Inter Milan, nhưng đánh bại Bayern München. Chiến thắng 2-1, Norwich là đội bóng Anh duy nhất đánh bại Bayern München ngay trên sân vận động Olympic, và cho đến nay chỉ có thêm Chelsea và Arsenal là đội bóng Anh thứ 2 và 3 đánh bại Bayern ngay tại Đức. Mike Walker từ chức huấn luyện viên trưởng câu lạc bộ trong tháng 1 năm 1994, để đến Everton và đã được thay thế bằng cầu thủ đã từng thi đấu cho đội bóng trước đây 36 năm, John Deehan và đã giúp câu lạc bộ ở đứng ở vị trí thứ 12 trong mùa giải 1993-94 tại Premier League. Mùa sau, câu lạc bộ thi đấu không tốt và bị xuống hạng nhất. Một thời gian ngắn trước khi xuống hạng, Deehan từ chức và trợ lý của ông, Gary Megson đã huấn luyện đội bóng cho đến khi mùa giải kết thúc.

### Giai đoạn 1995-2003: Những năm đá hạng Nhất
Martin O'Neill đã được bổ nhiệm làm huấn luyện viên trưởng của Norwich trong mùa hè 1995. Ông chỉ kéo dài công việc được sáu tháng trước khi từ chức sau một cuộc tranh chấp với chủ tịch Robert Chase tiền để tăng cường đội hình. Ngay sau đó, Chase đã từ chức sau khi cuộc biểu tình của hội cổ động viên của câu lạc bộ, người phàn nàn rằng ông tiếp tục bán những cầu thủ tốt nhất của câu lạc bộ và là để đổ lỗi cho sự xuống hạng của họ Thay thế chức chủ tịch câu lạc bộ của Chase là Geoffrey Watling.
Dẫn chương trình và đầu bếp Anh Delia Smith và chồng Michael Wynn-Jones đã mua hơn phần lớn các cổ phần của Norwich City từ Watling trong năm 1996 và Mike Walker đã được tái bổ nhiệm làm huấn luyện viên của câu lạc bộ. Ông đã không thể lặp lại thành công đạt được trong nhiệm kỳ đầu tiên của mình và đã bị sa thải hai mùa giải sau đó, và mùa giải ấy Norwich giữa bảng xếp hạng trong giải hạng nhất. Nigel Worthington đã được bổ nhiệm làm huấn luyện viên của câu lạc bộ trong tháng 12 năm 2000, sau hai mùa giải không mấy thành công cho câu lạc bộ dưới thời Bruce Rioch và sau đó là Bryan Hamilton. Ông đã được các trợ lý huấn luyện dưới thời Hamilton, người đã từ chức với các câu lạc bộ vì chỉ đứng ở vị trí thứ 20 trong giải hạng nhất và có nguy cơ của việc phải xuống hạng nhì của bóng đá Anh lần đầu tiên kể từ những năm 1960. Worthington đã giúp Norwich City trụ hạng thành công và mùa giải sau đó, đã đưa Norwich đến trận một chung kết tại sân vận động Thiên niên kỷ, và trận đó Norwich bị thua trước Birmingham City trên chấm phạt đền.

### Giai đoạn 2003-2009: Trở lại Ngoại hạng Anh rồi lại xuống hạng

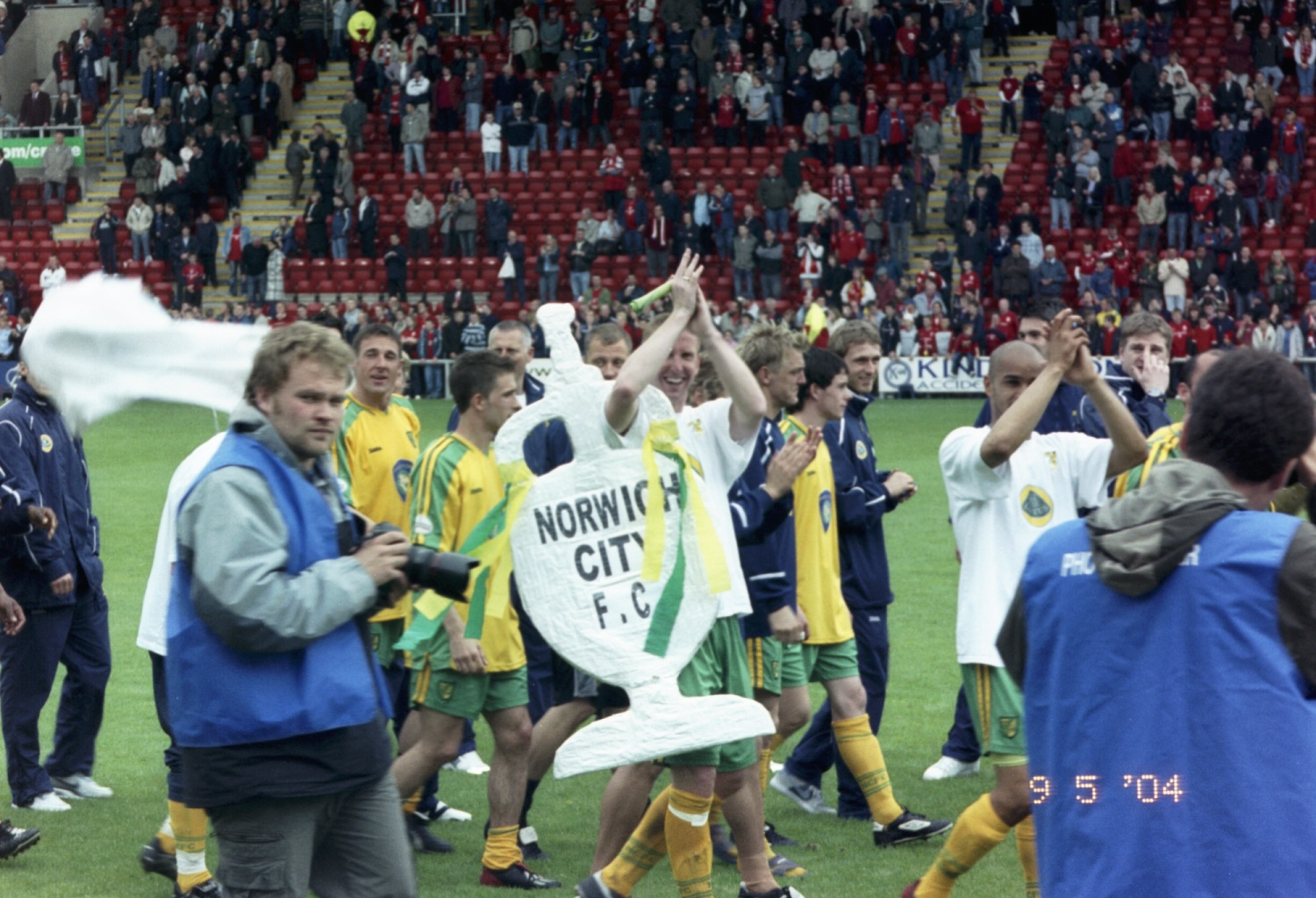
Các cầu thủ ăn mừng chức vô địch hạng nhất 2003-04

Mùa bóng 2003-04 cho thấy sự trở lại của Norwich, họ đã giành chức vô địch giải hạng nhất, hơn đội nhì bảng West Bromwich Albion 8 điểm và trở lại giải đấu cao nhất nước Anh sau mười năm vắng bóng. Phần lớn mùa giải 2004-05, họ phải đấu tranh để giành suất trụ hạng, mặc dù đã đánh bại Manchester United 2-0 và Newcastle United 2-1 ở các vòng đấu áp chót, tuy nhiên thất bại ở vòng đấu cuối cùng trước đội bóng cạnh tranh trực tiếp Fulham với tỷ số đậm 6-0 đã tiễn Norwich về lại với giải hạng nhất. Một mùa giải sau đó họ thi đấu tại giải hạng nhất, kết thúc mùa giải ở một vị trí ngoài top 3. Kết quả hồi đầu mùa giải 2006-07 đã đi ngược lại theo chiều hướng của câu lạc bộ, và sau trận thua 4-1 trước đối thủ Burnley ngày 1 tháng 10 năm 2006, huấn luyện viên Nigel Worthington đã bị sa thải. Ngày 16 tháng 10 năm 2006, Norwich đã tổ chức một cuộc họp báo tiết lộ rằng cựu cầu thủ của câu lạc bộ Peter Grant đã rời West Ham United để trở thành huấn luyện viên mới của câu lạc bộ, và trong tháng 2 năm 2007, Grant thay thế trợ lý Doug Livermore bằng trợ lý người Scot, Jim Duffy. Ông đã giúp Norwich trụ hạng mùa giải đó. Đầu mùa giải 2007-08, Norwich đã có một khởi đầu tồi tệ. Sau thất bại 1-0 trước Queens Park Rangers, Peter Grant đã rời câu lạc bộ bởi thỏa thuận giữa hai bên vào ngày 9 tháng 10 năm 2007 Vào ngày 30 tháng 10 năm 2007, Norwich bổ nhiệm cựu cầu thủ của Newcastle United, Glenn Roeder làm huấn luyện viên trưởng của câu lạc bộ. Roeder được đưa về với mục đích là để giúp cho Norwich trụ hạng ở lại giải hạng nhất, và ông đã giúp Norwich trụ hạng thành công với chiến thắng 3-0 trước Queens Park Rangers, trận áp chót của mùa giải.

### Những năm tháng lên xuống (2009-nay)
Đầu giờ chiều ngày 14 tháng 1 năm 2009, Norwich thông báo là đã chính thức sa thải huấn luyện viên Roeder chỉ sau sáu mươi trận cầm quân và thắng 20 trận, chỉ bằng 1/3. Một tuần sau, Bryan Gunn đã được bổ nhiệm làm huấn luyện viên trưởng tạm quyền cho đến khi kết thúc mùa giải
nhưng ông không thể ngăn cản câu lạc bộ bị xuống hạng vào ngày 3 tháng 5 năm 2009, sau khi thất bại 4-2 trước đội bóng đã xuống hạng, Charlton Athletic.. Sau khi xuống hạng nhì, trận đấu đầu tiên trong mùa giải của họ kết thúc, với một cú sốc thất bại đậm 1-7 trước đối thủ vùng đông Anglian, Colchester United. Đây là thất bại nặng nhất trong lịch sử câu lạc bộ kể từ năm 1946. Hai người hâm mộ của Norwich đã vào sân xem và khi thấy đội nhà bị dẫn trước 4-0 chỉ sau có 22 phút, họ bất mãn đã xé vé xem trận đấu và vì vậy, sáu ngày sau, Gunn đã bị ban lãnh đạo câu lạc bộ sa thải.
Ngày 18 tháng 8 năm 2009, ban lãnh đạo Norwich City đã chính thức bổ nhiệm Paul Lambert làm huấn luyện viên mới cho câu lạc bộ, để lại chỗ trống của mình tại Colchester, và ông đã giúp Norwich thăng hạng nhất Anh vào cuối mùa giải. Mùa giải tiếp theo, chứng kiến Norwich thăng hạng Premier League, đứng thứ hai trên bảng xếp hạng chỉ sau QPR và trở thành đội bóng tiếp theo được thăng hạng hai lên ngoại hạng chỉ sau có hai mùa giải, sau Manchester City vào năm 2000. Mùa giải trở lại Premier League của Norwich City đã kết thúc thành công, khi họ đứng ở vị trí thứ 12. Sau đó, huấn luyện viên Paul Lambert đã chuyển đến Aston Villa, được thay thế bằng Chris Hughton. Mùa giải 2012-13 bắt đầu không mấy suôn sẻ với Norwich, khi họ bất ngờ phải nhận thất bại bẽ bàng 5-0 trớc Fulham ngay ở vòng đấu đầu tiên. Tuy nhiên các chiến thắng 1-0 trước Arsenal và Manchester United đã giúp Norwich trở lại phong độ. Trận thua 1-0 trước Luton Town đã khiến Norwich trở thành đội bóng Anh đầu tiên bị loại khỏi FA Cup bằng một đội bóng không ở hạng thi đấu nào sau 24 năm. Giai đoạn lượt về của mùa giải, Norwich hầu như toàn hòa và thua, chỉ có hai chiến thắng tính đến trước vòng áp chót, nhưng chiến thắng 4-0 ở vòng áp chót trước West Bromwich Albion đã giúp Norwich trụ lại một mùa bóng nữa tại giải Ngoại hạng Anh, và chiến thắng 3-2 ở vòng đấu cuối cùng trước Manchester City giúp Norwich kết thúc mùa bóng 2012-13 ở vị trí thứ 11. Mùa giải 2013-14, Norwich thi đấu không tốt. Họ bị xuống hạng khi chỉ xếp thứ 18 chung cuộc. Sau một mùa giải thi đấu ở Giải Hạng nhất, Norwich đã giành quyền trở lại Giải Ngoại Hạng sau khi đánh bại Middlesbrough tại trận play-off quyết định. Tuy nhiên, mùa bóng sau đó họ lại xuống chơi ở giải hạng nhất khi xếp thứ 19 chung cuộc.

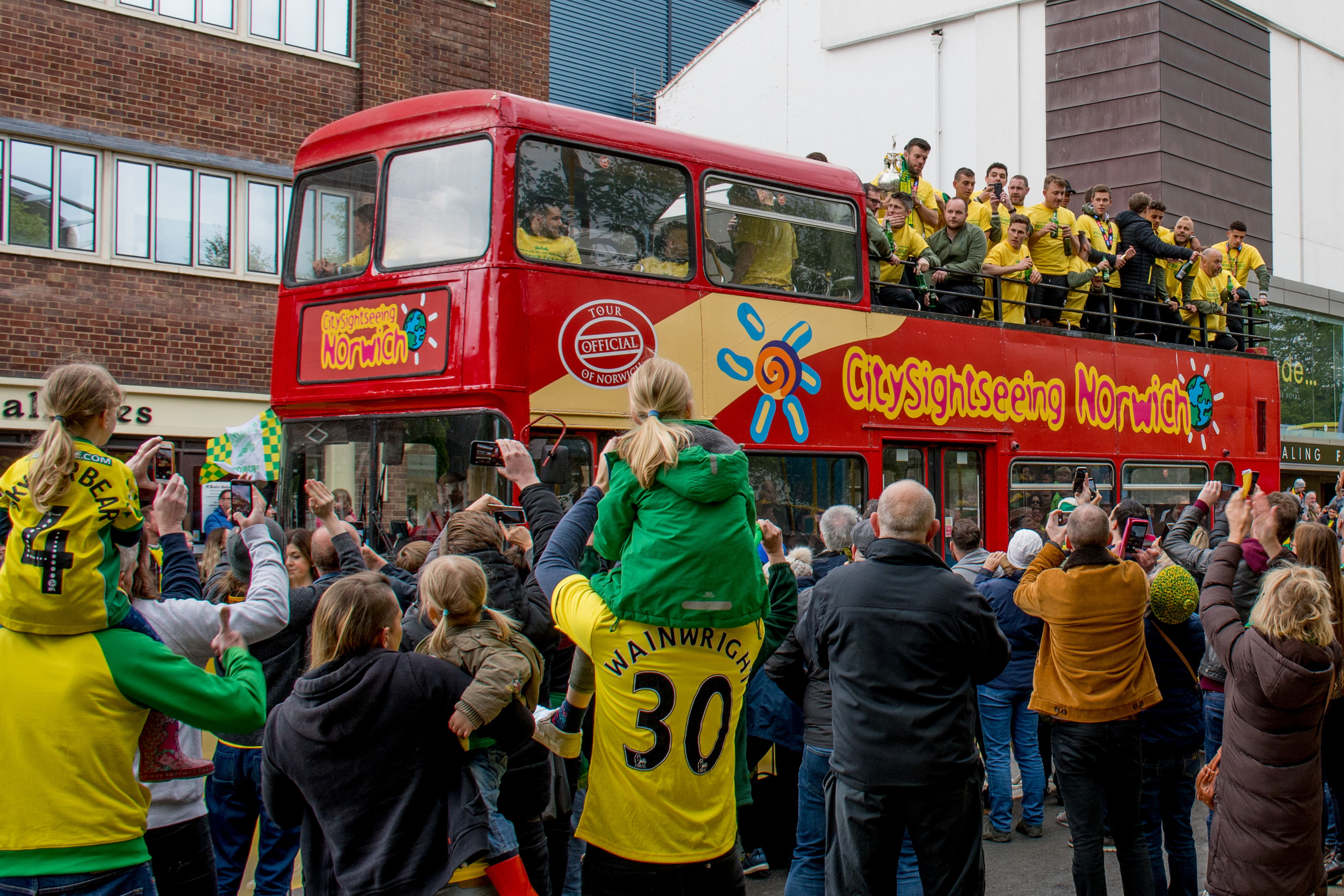
Lễ ăn mừng Norwich City thăng hạng năm 2019

Norwich đã có ba mùa liên tiếp chơi ở giải hạng nhất, ở mùa 2016-17 họ kết thúc ở vị trí thứ 8, trước đó vào ngày 10 tháng 3 họ đã sa thải Alex Neil. Ngày 25 tháng 5 năm 2017, Norwich bổ nhiệm huấn luyện viên người Đức Daniel Farke - huấn luyện viên ngoại đầu tiên trong lịch sử câu lạc bộ. Mùa 2017-18 đội bóng kết thúc ở vị trí thứ 14; sang mùa 2018-19 mặc dù khởi đầu chậm chạp nhưng Norwich sau đó đã thi đấu xuất sắc, ngày 27 tháng 4 năm 2019 sau chiến thắng 2-1 trước Aston Villa họ chính thức giành vé quay trở lại ngoại hạng Anh; chiến thắng 2-1 trước Blackburn giúp Norwich vô địch giải hạng Nhất. Tuy nhiên, họ lại nhanh chóng trở lại giải hạng nhất chỉ sau một mùa chơi ở Premier League khi xếp cuối bảng, và là đội đầu tiên ở Premier League bị rớt hạng đến năm lần. Tuy nhiên cũng chỉ cần một mùa, họ đã nhanh chóng lên chơi ở Ngoại hạng Anh sau chức vô địch Giải hạng Nhất mùa 2020-2021. Dù vậy ở mùa giải 2021-2022, Norwich không thể thắng trận nào trong chín trận đầu mùa,  và Farke bị câu lạc bộ sa thải vào tháng 11. Vào ngày 14 tháng 11 năm 2021, câu lạc bộ đã bổ nhiệm cựu huấn luyện viên Walsall, Brentford và Aston Villa Dean Smith làm huấn luyện viên trưởng mới; tuy nhiên vào cuối mùa đó, Norwich đã thiết lập kỷ lục xuống hạng, với 6 lần bị rớt khỏi Premier League, và sau nửa đầu mùa giải 2022-2023 thi đấu không tốt, Smith bị sa thải vào tháng 12 năm 2022.
Vào ngày 6 tháng 1 năm 2023, câu lạc bộ bổ nhiệm cựu huấn luyện viên Huddersfield Town, Schalke và Young Boys David Wagner làm huấn luyện viên trưởng mới. Sau khi cán đích ở vị trí thứ 13 chung cuộc dưới thời Wagner trong mùa giải 2022-23, câu lạc bộ đã vươn lên vị trí thứ sáu trong mùa giải 2023-24 và đủ điều kiện tham dự loạt trận play-off thăng hạng của giải hạng nhất. Tuy nhiên, vào ngày 17 tháng 5 năm 2024, Wagner bị câu lạc bộ sa thải sau 15 tháng nắm quyền, khi Norwich thua chung cuộc 4–0 trước Leeds United sau hai lượt trận bán kết play-off.
Vào ngày 30 tháng 5 năm 2024, Norwich đã bổ nhiệm Johannes Hoff Thorup làm huấn luyện viên trưởng mới, người trước đó dẫn dắt đội bóng Đan Mạch FC Nordsjælland, theo hợp đồng 3 năm.

## Màu sắc và biểu trưng
Biệt danh của câu lạc bộ Norwich City, "The Canaries", từ lâu ảnh hưởng màu sắc và biểu ngữ của câu lạc bộ. Ban đầu câu lạc bộ có biệt danh Citizens (thuế ngắn), và chơi bóng trong áo đấu màu xanh và quần trắng giảm đi một nửa mặc dù nửa là không phù hợp, cho rằng: "màu xanh đôi khi ở phía bên tay trái của áo sơ mi và đôi khi phía bên phải". Truyền thống của câu lạc bộ đối với chim bạch yến, đi kèm trong một cuộc phỏng vấn được ghi lại trong báo chí hàng ngày với huấn luyện viên mới được bổ nhiệm vào lúc đó, John Bowman trong tháng 4 năm 1905. Bài viết trích dẫn ông nói: Vâng, tôi biết về sự tồn tại của thành phố... Tôi đã... nghe nói về chim bạch yến..., như chúng tôi có thể nói là lần đầu tiên các trò tiêu khiển phổ biến trong ngày tức... nuôi... chim bạch yến đã gắn với truyền thống của Norwich City FC... nên vì vậy câu lạc bộ vẫn còn chơi trong màu áo đấu xanh và trắng, và sẽ tiếp tục làm như vậy trong một đến hai mùa giải nữa. Tuy nhiên, thành phố Norwich đã có một truyền thống lâu dài với chim bạch yến do từ thế kỷ 15 và 16 đã nhập khẩu những con chim bạch yến từ các thuộc địa của Hà Lan trong vùng biển Caribbean.
Từ tháng 2 năm 1907, biệt danh "Canaries" đã trở thành thịnh hành hơn. Sau khi xem trận đấu FA Cup của West Brom, (biệt danh là "Throstles" sau một loài chim) là "một cuộc thi chim ca hát" đã được bác bỏ bởi các học giả CB Fry là "thủ đoạn "nhưng Bowman và Fry cùng với các đồng nghiệp báo chí trong nước ngày càng được gọi đội là Canaries.

Biểu ngữ của thành phố Norwich

Mùa bóng tiếp theo, để phù hợp với biệt danh, đội bóng chơi lần đầu tiên trong màu áo, "áo vàng với cổ áo màu xanh lá cây và một tờ giấy sản xuất báo giá" Thuế TNDN đã không còn nhưng biệt danh Canaries là rất sống động. Ngoài các liên kết màu sắc rõ ràng, màu sắc của chim bạch yến có vẻ là một sự lựa chọn kỳ lạ, tuy nhiên, nhiều câu lạc bộ bóng đá Anh đã lấy các loài chim nhỏ làm biểu ngữ như là một biểu tượng tượng trưng cho sự nhanh nhẹn và khéo tay xung quanh lĩnh vực này.
Trong khi các màu áo đấu khi thi đấu trên sân nhà là màu vàng và màu xanh lá cây là vẫn còn cho đến ngày nay, còn các màu áo đấu khi thi đấu trên sân khách đã thay đổi rất nhiều lần kể từ khi giới thiệu. Bộ quần áo đấu khi thi đấu trên sân khách cho mùa giải 2012-13 là áo sơ mi và quần tất cả đều màu đen.
Một logo câu lạc bộ trong đó có hình chim bạch yến đơn giản lần đầu tiên được chọn là vào năm 1922. Logo của câu lạc bộ hiện tại bao gồm hình một chú chim bạch yến đang đậu trên một quả bóng đá với một biểu ngữ của thành phố Norwich ở góc trên bên tay trái. Một cuộc thi đã được tổ chức để lựa chọn logo, và logo thắng cuộc chính là logo được thiết kế bởi kiến trúc sư địa phương Andrew Anderson.
Lễ kỷ niệm 100 năm ngày thành lập câu lạc bộ vào năm 2002, một biểu trưng đặc biệt được thiết kế. Nó nổi bật với hai chú chim bạch yến được thiết kế ở cả hai bên tay trái và bên tay phải, và một dải ruy băng ghi nhận một trăm năm thành lập câu lạc bộ.
Vào tháng 11 năm 2021, Norwich đã công bố mẫu logo mới của đội bóng, thay thế mẫu logo trước đó trên tất cả thương hiệu câu lạc bộ từ tháng 6 năm 2022 và nó cũng xuất hiện trên áo đấu câu lạc bộ từ mùa giải 2022–23. Đây là phiên bản hiện đại hóa của phiên bản trước đây, loại bỏ các đường nét màu đen xung quanh biểu tượng, một phiên bản được thiết kế lại dựa trên mẫu biểu trưng của thành phố, gần giống với một con sư tử và Lâu đài Norwich hơn, đồng thời một chú chim hoàng yến được thiết kế lại, đứng trên một quả bóng và ở vị trí giữa khung logo hơn so với phiên bản cũ.

## Sân vận động

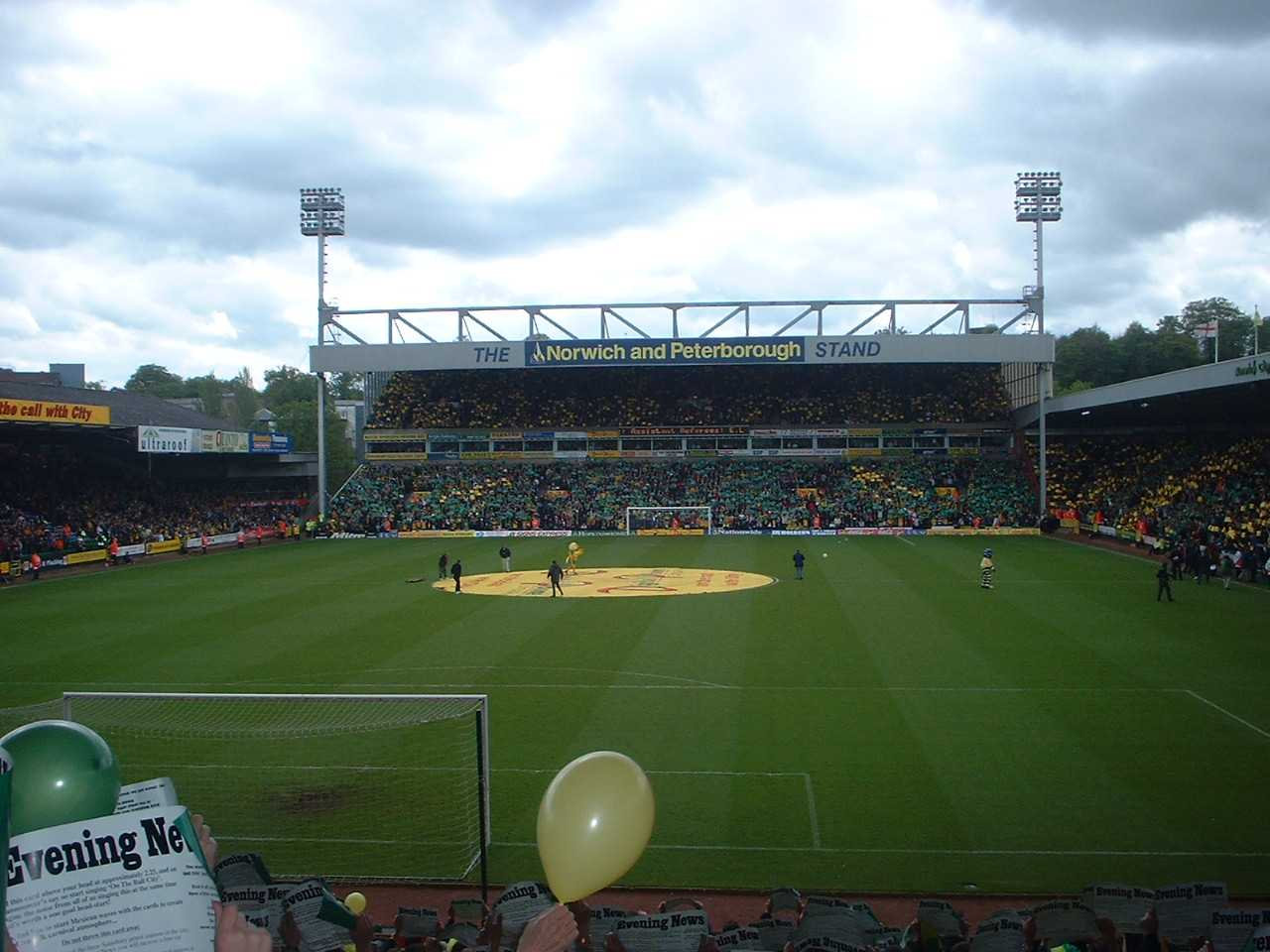
Hình "River End" của sân Carrow Road, được trang trí bởi người hâm mộ giữ tờ quảng cáo được phân phối bởi một tờ báo địa phương

Norwich City F.C. chơi ở sân Newmarket Road từ năm 1902-1908, với sự tham dự trận đấu kỷ lục là 10.366, trong trận đấu mà họ ghi bàn vào lưới Sheffield Wednesday tại một vòng thứ hai FA Cup vào năm 1908.. Sau một cuộc tranh cãi về các điều kiện cho thuê đất để mở rộng sân Road Newmarket, trong năm 1908 câu lạc bộ chuyển đến một sân vận động mới, là một sân bỏ hoang với tên là Rosary Road hay còn được gọi là sân The Nest Đến đầu những năm 1930, do tác động của cuộc khủng hoảng kinh tế thế giới cũng như số cổ động viên của câu lạc bộ ngày càng tăng, vào năm 1935 câu lạc bộ chuyển đến sân vận động mới và được coi là sân nhà từ năm đó cho đến nay, sân Carrow Road. Sân vận động ban đầu được xem là: "công trình xây dựng lớn nhất của thành phố kể từ khi xây dựng thành phố Norwich, nó là một công trình kỳ diệu được xây dựng chỉ trong 82 ngày, và nó được các quan chức câu lạc bộ gọi nhưc kỳ quan thứ tám của thế giới"
Một bức ảnh trên không được chụp từ tháng 8 năm 1935 cho thấy ba mặt của cầu thang được mở và đứng được bảo hiểm, quảng cáo của Colman được vẽ trên sân vận động của mình. Đèn pha được dựng chiếu vào năm 1956 với chi phí 9000 bảng Anh chỉ vì câu lạc bộ bị phá sản nhưng sự thành công tại FA Cup 1959 đảm bảo tình hình tài chính của câu lạc bộ và xây lắp thêm một hàng ghế ngồi trên khán đài Nam, và đã từng được thay thế vào năm 2003 khi mới 7.000 chỗ ngồi, sau đó đổi tên Stand Jarrold.
Năm 1963 chứng kiến số cổ động viên vào sân Carrow Road đạt mức kỉ lục là 43.984 khán giả tại một vòng FA Cup lần thứ sáu với Leicester City nhưng trong thảm họa Ibrox năm 1971, giấy phép an toàn được yêu cầu của các câu lạc bộ mà dẫn đến khả năng số chỗ ngồi sẽ bị giảm mạnh đến khoảng 20.000 chỗ. Một sân hai tầng chỗ ngồi được xây dựng River End và ngay sau đó chỗ ngồi bắt đầu thay thế các bậc thang đi lại. Năm 1979, sân vận động có sức chứa 28.392 người với số chỗ ngồi là 12.675 người. Một ngọn lửa vào năm 1984 phá hủy một phần một trong những hàng chỗ ngồi mà cuối cùng dẫn đến phá hủy hoàn toàn tất cả sân và được thay thế vào năm 1987 của sân vận động thành phố Stand mới. Chủ tịch Robert Chase mô tả là "Đến với một trận đấu bóng đá trong thành phố Stand như đi đến nhà hát. Và sự khác biệt duy nhất là sân khấu của chúng tôi được bao phủ bởi cỏ" Sau thảm họa Hillsborough vào năm 1989 và kết quả tiếp theo của Báo cáo Taylor vào năm 1990, tất cả các chỗ ngồi của sân vận động với các góc đã được lấp đầy. Ngày nay, sân Carrow Road là một sân vận động có số chỗ ngồi chỉ hơn 27.000 chỗ.

## Cổ động viên

### Bài hát chính thức

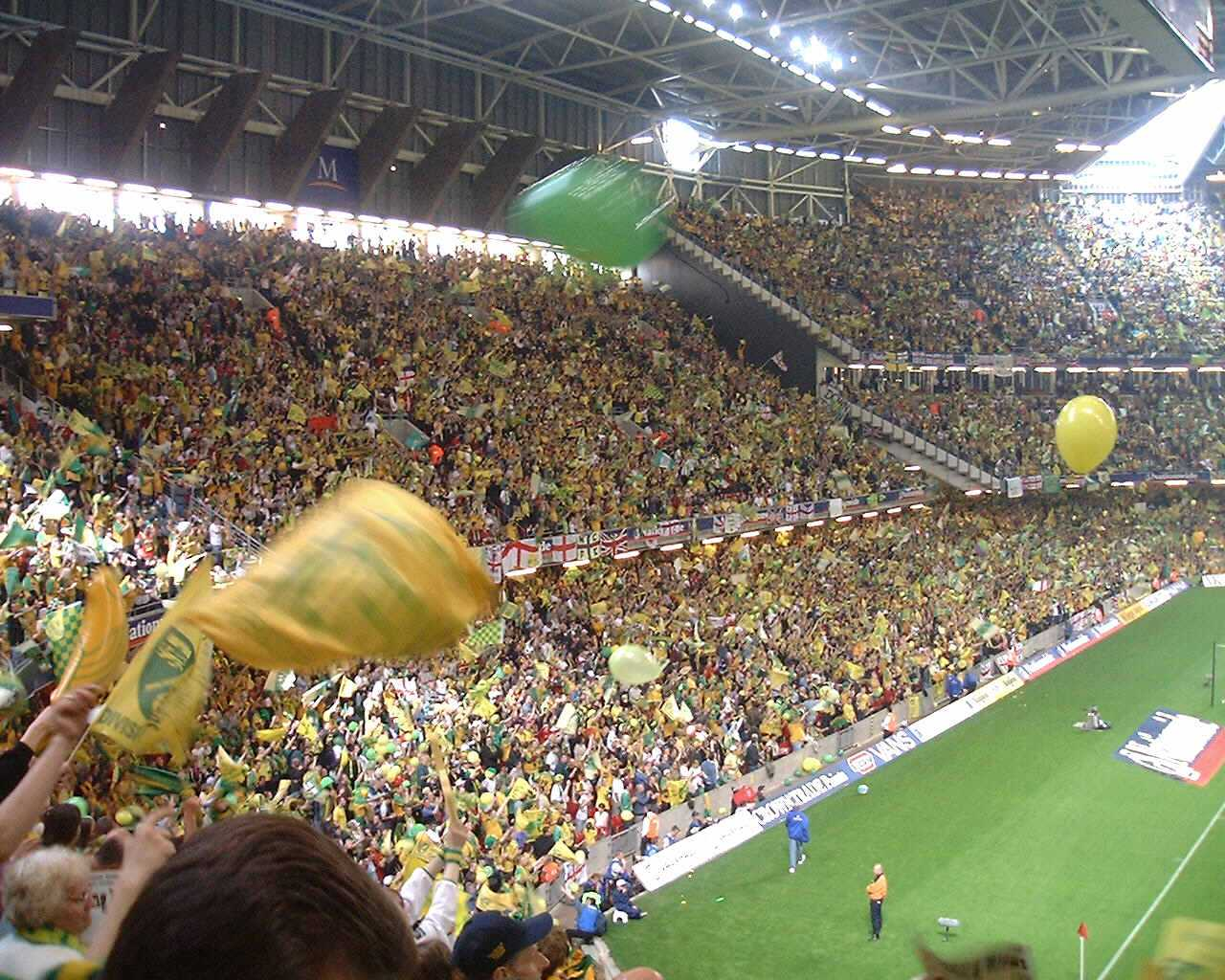
Fan Norwich City năm 2002 tại sân nhà của Cardiff, Sân vận động Thiên niên kỷ

Trong khi phần lớn sự hỗ trợ của câu lạc bộ là nguồn tài chính địa phương, có một số câu lạc bộ có fan hâm mộ lưu vong nước ngoài, đặc biệt là các câu lạc bộ ở London và kéo dài từ Bắc Âu đến các nước xa hơn như Các tiểu vương quốc Ả Rập thống nhất và Hồng Kông.
Bài hát chính thức của hội cổ động viên câu lạc bộ, On the Ball, City được xem là bài hát bóng đá lâu đời nhất trên thế giới vẫn còn tồn tại đến ngày nay. Bài hát là một trong những bài hát chính thức của câu lạc bộ đã có thể được sáng tác cho giáo viên của thành phố Norwich hoặc FC Caley trong những năm 1890 và điều chỉnh thành bài hát chính thức của hội cổ động viên câu lạc bộ Norwich City. Mặc dù việc sử dụng đầu tiên của giai điệu và bài hát còn gây tranh cãi, nó đã được chính thức thông qua năm 1902 và nó vẫn được sử dụng cho đến ngày hôm nay là một phần nếu không phải là toàn bộ
Sau đây là một phần lời bài hát (bằng tiếng Anh):
| “ | Kick off, throw in, have a little scrimmage, Keep it low, a splendid rush, bravo, win or die; On the ball City, never mind the danger, Steady on, now's your chance, Hurrah! We've scored a goal, City! City! City! | ” |

### Người hâm mộ
Mặc dù phần lớn sự ủng hộ đối với đội bóng là từ địa phương, nhưng vẫn có một số câu lạc bộ người hâm mộ nước ngoài, đặc biệt là ở London và trải dài từ Scandinavia đến các quốc gia xa hơn như Các Tiểu vương quốc Ả Rập Thống nhất, Bắc Macedonia, Bermuda, Hồng Kông, Thái Lan, Úc. và Hoa Kỳ. Hội cổ động viên Norwich tại London được biết đến với cái tên Capital Canaries, được thành lập vào năm 1975, thường tập trung tại The Old Red Lion ở The Angel, Islington để xem các trận đấu trực tiếp.
Norwich cũng luôn nhận được sự ủng hộ tốt từ những người nổi tiếng với đầu bếp nổi tiếng Delia Smith và diễn viên hài Stephen Fry. Nam diễn viên Hugh Jackman cũng là một người hâm mộ của câu lạc bộ, anh được mẹ đưa đến Carrow Road khi còn nhỏ, mặc dù anh đã từ chối cơ hội trở thành nhà đầu tư của câu lạc bộ vào năm 2010. Những người hâm mộ nổi tiếng khác bao gồm người dẫn chương trình truyền hình Simon Thomas, phó chủ tịch của Norwich City Supporters Trust (Hội cổ động viên trung thành của Norwich), nhạc sĩ, người mẫu và người của công chúng sinh ra ở Norfolk là Myleene Klass, tác giả tiểu thuyết Philip Pullman, và cựu chính trị gia Đảng Lao động, Ed Balls. Nhà báo và phát thanh viên David Frost cũng bày tỏ tình yêu của mình với The Canaries trong suốt cuộc đời mình.
Vào tháng 3 năm 2018, những người ủng hộ, cổ động viên đã giúp câu lạc bộ huy động được 5 triệu bảng thông qua một quỹ đầu tư nhỏ. Mục đích của quỹ, với cái tên Canaries Bond, là để góp tiền tài trợ cho cơ sở vật chất mới của học viện đội bóng tại Sân tập Colney cho đội U23 của Norwich City F.C. cũng như toàn Học viện.

### Kình địch

Vị trí trong lịch sử giữa hai câu lạc bộ

Đối thủ cùng thành phố với Norwich là Ipswich Town. Khi Norwich và Ipswich gặp nhau, trận đấu được gọi là trận derby Đông Anglian, hay nói một cách không chính thức là "Old Farm Derby" - một sự ám chỉ hài hước về trận derby Old Firm diễn ra giữa các câu lạc bộ của Scotland là Celtic và Rangers. Tính đến  năm May 2024 Tính đến tháng 5 năm 2024, Norwich bất bại trước Ipswich kể từ tháng 4 năm 2009 (tức đã 15 năm).

## Chủ sở hữu

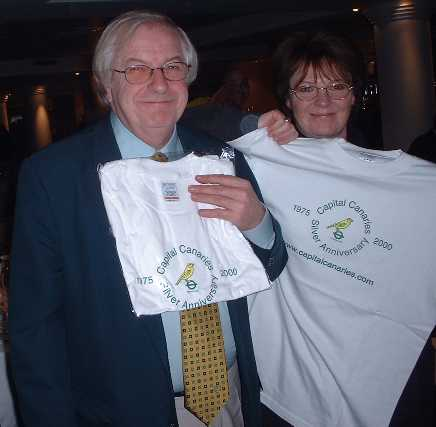
Michael Wynn-Jones và Delia Smith tại một sự kiện dành cho người hâm mộ

Câu lạc bộ bóng đá Norwich City là một công ty trách nhiệm hữu hạn đại chúng, vào năm 2003, có khoảng 8.000 cổ phần cá nhân. Đến tháng 4 năm 2024, đầu bếp và người dẫn chương trình truyền hình người Anh Delia Smith, chồng cô và nhà văn xứ Wales Michael Wynn-Jones cùng với doanh nhân người Mỹ Mark Attanasio là các cổ đông chung.
Tại Đại hội thường niên mùa giải 2006-07 vào ngày 18 tháng 1 năm 2007, Smith và Wynn-Jones thông báo rằng họ sẵn sàng chấp nhận các đề nghị mua phần lớn cổ phần của họ trong câu lạc bộ. Những người này nói rõ rằng bất kỳ cổ đông tiềm năng nào cũng sẽ phải đầu tư nhiều vào đội hình, liên quan đến việc cải thiện chất lượng đội bóng.
| “ | Cách duy nhất để chúng tôi từ bỏ cổ phần của mình là nếu ai đó định bỏ tiền vào bóng đá... thì khi họ bỏ tiền vào đội bóng - không phải chỉ việc họ mua cổ phần của chúng tôi, chúng tôi không muốn tiền; mà là phải có tiền một cách nghiêm túc cho đội bóng. | ” |

Vào tháng 9 năm 2022, Đại hội đồng cổ đông của đội bóng đã diễn ra, đã thảo luận và biểu quyết bầu ông chủ của Milwaukee Brewers, Mark Attanasio, làm giám đốc điều hành câu lạc bộ. Attanasio dự kiến sẽ mua 15,9% cổ phần của câu lạc bộ thuộc sở hữu của Michael Foulger. Sau đó Norwich thông báo rằng. ông này đã mua cổ phiếu từ nhiều cổ đông khác nhau, trong đó có cổ phiếu của Foulger. Vào tháng 4 năm 2024, tỷ lệ cổ phần của Attanasio trong câu lạc bộ đã tăng lên 40,4% sau khi được EFL phê chuẩn, góp phân đưa ông trở thành cổ đông chung đa số cùng với Smith và Wynn-Jones.

## Kỷ lục và thống kê

Biểu đồ vị trí trên bảng xếp hàn của Norwich từ khi gia nhập Football League

Ashman giữ kỷ lục về số lần ra sân ở giải vô địch quốc gia cho Norwich, khi chơi 592 trận cho đội một từ năm 1947 đến năm 1964. Ralph Hunt giữ kỷ lục ghi nhiều bàn thắng nhất trong một mùa giải với 31 bàn ở mùa giải 1955–56 ở giải hạng Ba miền Nam, với Johnny Gavin là cầu thủ ghi nhiều bàn nhất cho đội bóng trong sự nghiệp – 122 bàn từ năm 1948 đến năm 1955.
Tỷ số chiến thắng cách biệt lớn nhất của câu lạc bộ trong giải đấu là chiến thắng 10–2 trước Coventry City ở Giải hạng Ba miền Nam năm 1930. Thất bại nặng nề nhất của họ trong giải đấu là 10–2 trước Swindon Town năm 1908 tại Southern League.
Kỷ lục khán giả trên sân nhà của Norwich là 43.984 người trong trận đấu ở vòng 6 FA Cup với Leicester City vào ngày 30 tháng 3 năm 1963. Sau thảm họa sân vận động Ibrox năm 1971, các quy định của chính phủ đã khiến sức chứa giảm mạnh xuống còn khoảng 20.000 khán giả. Sau thảm họa Hillsborough năm 1989 và Báo cáo Taylor năm 1990, sân vận động được chuyển đổi thành loại có ghế ngồi. Tính đến tháng 7 năm 2020, sức chứa tối đa là 27.359.
Mức phí chuyển nhượng cao nhất mà Norwich nhận được cho một cầu thủ (chiều bán) là 33 triệu bảng từ Aston Villa cho Emiliano Buendía vào tháng 6 năm 2021, trong khi số tiền lớn nhất mà câu lạc bộ chi cho một cầu thủ (chiều mua) là Christos Tzolis với giá 8,8 triệu bảng từ PAOK FC vào tháng 8 năm 2021.
Thành tích cao nhất của câu lạc bộ là hạng ba ở Premier League mùa giải 1992–93. Mùa giải 2021–22 là mùa giải thứ 27 của Norwich ở giải đấu hàng đầu nước Anh. Câu lạc bộ đã hai lần vô địch League Cup (gần đây nhất là vào năm 1985) và ba lần lọt vào bán kết FA Cup, gần đây nhất là vào năm 1992. Norwich đã từng tham dự giải đấu châu Âu một lần, lọt vào vòng 3 UEFA Cup mùa giải 1993–94 và là đội bóng Anh duy nhất đánh bại Bayern Munchen ở Olympiastadion.

## Đội nữ
Norwich City Ladies là câu lạc bộ bóng đá dành cho nữ của Norwich City. Đội bóng thi đấu tại giải hạng ba. Họ được quản lý bởi Emma Fletcher. Sân nhà của đội nữ ở Plantation Park, Blofield, Norwich.

## Các nhà tài trợ
Nguồn:
| Mùa     | Nhà sản xuất áo đấu | Nhà tài trợ áo đấu                        | Tài trợ khác |
| ------- | ------------------- | ----------------------------------------- | ------------ |
| 1975–76 | Umbro               | none                                      | none         |
| 1976–81 | Admiral             | none                                      | none         |
| 1981–83 | Adidas              | none                                      | none         |
| 1983–84 | Adidas              | Poll Withey Windows                       | none         |
| 1984–86 | Hummel              | Poll Withey Windows                       | none         |
| 1986–87 | Hummel              | Foster's Lager                            | none         |
| 1987–89 | Scoreline           | Foster's Lager                            | none         |
| 1989–92 | Asics               | Asics                                     | none         |
| 1992–94 | Ribero              | Norwich and Peterborough Building Society | none         |
| 1994–97 | Mitre               | Norwich and Peterborough Building Society | none         |
| 1997–99 | Pony                | Colman's                                  | none         |
| 1999–01 | Alexandra Plc       | Colman's                                  | none         |
| 2001–03 | Xara                | Digital Phone Company                     | none         |
| 2003–06 | Xara                | Proton Cars / Lotus Cars                  | none         |
| 2006–08 | Xara                | Flybe.com                                 | none         |
| 2008–09 | Xara                | Norwich Union                             | none         |
| 2010    | Xara                | Aviva                                     | none         |
| 2011–16 | Erreà               | Aviva                                     | none         |
| 2016–17 | Erreà               | Aviva Community Fund                      | none         |
| 2017–19 | Erreà               | LeoVegas                                  | none         |
| 2019–21 | Erreà               | Dafabet                                   | Best Fiends  |
| 2021    | N/A                 | BK8 Sports                                | N/A          |
| 2021–   | Joma                | Lotus Cars                                | JD Sports    |

Giữa năm 2006 và 2008 câu lạc bộ được tài trợ bởi hãng hàng không Flybe nhưng vào ngày 26 tháng 4 năm 2008, nó đã được thông báo rằng họ đã là nhà tài trợ chính. Ngày 29 tháng 4 năm 2008, câu lạc bộ thông báo rằng Aviva có văn phòng tại thành phố, công ty mẹ của công ty con Norwich Union, sẽ tài trợ áo sơ mi đã ký một hợp đồng ba năm. Năm 2009, hợp đồng đã được mở rộng cho đến khi kết thúc mùa giải 2011-12. Hợp đồng đã được mở rộng trong năm 2012 thêm 4 năm cho đến khi kết thúc mùa giải 2015-16.
Tháng 6 năm 2021, Lotus Cars trở thành nhà tài trợ chính của câu lạc bộ (nhãn hiệu được in ở chính giữa áo đấu).

## Đội hình chính thức

### Đội hình 1
Tính đến 14 June 2024
Ghi chú: Quốc kỳ chỉ đội tuyển quốc gia được xác định rõ trong điều lệ tư cách FIFA. Các cầu thủ có thể giữ hơn một quốc tịch ngoài FIFA.
| Số | VT | Quốc gia         | Cầu thủ                     |
| -- | -- | ---------------- | --------------------------- |
| 3  | HV | Anh              | Jack Stacey                 |
| 5  | HV | Scotland         | Grant Hanley (captain)      |
| 7  | TĐ | Tây Ban Nha      | Borja Sainz                 |
| 8  | TV | Anh              | Liam Gibbs                  |
| 9  | TĐ | Hoa Kỳ           | Josh Sargent                |
| 10 | TĐ | Anh              | Ashley Barnes               |
| 11 | TĐ | Cộng hòa Ireland | Adam Idah                   |
| 12 | TM | Anh              | George Long                 |
| 16 | TV | Thụy Sĩ          | Christian Fassnacht         |
| 17 | TV | Brasil           | Gabriel Sara                |
| 19 | TV | Đan Mạch         | Jacob Sørensen              |
| 23 | TV | Scotland         | Kenny McLean (vice-captain) |
| 24 | HV | Cộng hòa Ireland | Shane Duffy (third-captain) |

| Số | VT | Quốc gia         | Cầu thủ            |
| -- | -- | ---------------- | ------------------ |
| 25 | TV | Cuba             | Onel Hernández     |
| 26 | TV | Chile            | Marcelino Núñez    |
| 27 | TĐ | Anh              | Jonathan Rowe      |
| 28 | TM | Scotland         | Angus Gunn         |
| 35 | HV | Anh              | Kellen Fisher      |
| 37 | TM | Wales            | Daniel Barden      |
| 39 | TM | Chile            | Vicente Reyes      |
| 42 | TV | Cộng hòa Ireland | Tony Springett     |
| 44 | TĐ | Anh              | Ken Aboh           |
| 45 | HV | Hoa Kỳ           | Jonathan Tomkinson |
| 47 | TĐ | Anh              | Abu Kamara         |
| 50 | HV | Anh              | Jaden Warner       |
| –  | HV | Panama           | José Córdoba       |

### Cho mượn
Danh sách các cầu thủ đội 1 được cho mượn.
Ghi chú: Quốc kỳ chỉ đội tuyển quốc gia được xác định rõ trong điều lệ tư cách FIFA. Các cầu thủ có thể giữ hơn một quốc tịch ngoài FIFA.
| Số | VT | Quốc gia | Cầu thủ |
| -- | -- | -------- | ------- |

### Cầu thủ đáng chú ý
Lưu ý: Tất cả các cầu thủ chơi trong quá khứ và hiện tại ở đây là những cầu thủ có bài viết trên Wikipedia có thể được tìm thấy
Trong khi kỷ niệm 100 năm ngày thành lập câu lạc bộ, "Hall of Fame" đã được thành lập ra, tôn vinh 100 cựu cầu thủ được lựa chọn bởi người hâm mộ bình chọn. Các cầu thủ hơn nữa đã từng được giới thiệu vào Norwich City Hall of Fame vào năm 2003, 2006 và 2012.

### Norwich City XI
Trong năm 2008, cổ động viên bỏ phiếu để xác định cầu thủ vĩ đại nhất đội Norwich City:

- Kevin Keelan (1963–80)
- Ian Culverhouse (1985–94)
- Steve Bruce (1984–87)
- Duncan Forbes (1968–81)
- Mark Bowen (1987–96)
- Darren Huckerby (2003–08)
- Ian Crook (1986–97)
- Martin Peters (1975–80)
- Darren Eadie (1993–99)
- Chris Sutton (1991–94)
- Iwan Roberts (1997–2004)

### Cầu thủ xuất sắc nhất năm
Cuối mỗi mùa bóng, câu lạc bộ lại chọn ra cầu thủ xuất sắc nhất mùa giải.
| Mùa     | Cầu thủ       |
| ------- | ------------- |
| 1966–67 | Terry Allcock |
| 1967–68 | Hugh Curran   |
| 1968–69 | Ken Foggo     |
| 1969–70 | Duncan Forbes |
| 1970–71 | Ken Foggo     |
| 1971–72 | Dave Stringer |
| 1972–73 | Kevin Keelan  |
| 1973–74 | Kevin Keelan  |
| 1974–75 | Colin Suggett |
| 1975–76 | Martin Peters |
| 1976–77 | Martin Peters |
| 1977–78 | John Ryan     |

| Mùa     | Cầu thủ        |
| ------- | -------------- |
| 1978–79 | Tony Powell    |
| 1979–80 | Kevin Bond     |
| 1980–81 | Joe Royle      |
| 1981–82 | Greg Downs     |
| 1982–83 | Dave Watson    |
| 1983–84 | Chris Woods    |
| 1984–85 | Steve Bruce    |
| 1985–86 | Kevin Drinkell |
| 1986–87 | Kevin Drinkell |
| 1987–88 | Bryan Gunn     |
| 1988–89 | Dale Gordon    |
| 1989–90 | Mark Bowen     |

| Mùa       | Cầu thủ         |
| --------- | --------------- |
| 1990–91   | Ian Culverhouse |
| 1991–92   | Robert Fleck    |
| 1992–93   | Bryan Gunn      |
| 1993–94   | Chris Sutton    |
| 1994–95   | Jon Newsome     |
| 1995–96   | Spencer Prior   |
| 1996–97   | Darren Eadie    |
| 1997–98   | Matt Jackson    |
| 1998–99   | Iwan Roberts    |
| 1999–2000 | Iwan Roberts    |
| 2000–01   | Andy Marshall   |
| 2001–02   | Gary Holt       |

| Mùa     | Cầu thủ           |
| ------- | ----------------- |
| 2002–03 | Adam Drury        |
| 2003–04 | Craig Fleming     |
| 2004–05 | Darren Huckerby   |
| 2005–06 | Gary Doherty      |
| 2006–07 | Darren Huckerby   |
| 2007–08 | Dion Dublin       |
| 2008–09 | Lee Croft         |
| 2009–10 | Grant Holt        |
| 2010–11 | Grant Holt        |
| 2011–12 | Grant Holt        |
| 2012–13 | Sébastien Bassong |
| 2013–14 | Robert Snodgrass  |

| Mùa     | Cầu thủ          |
| ------- | ---------------- |
| 2014–15 | Bradley Johnson  |
| 2015–16 | Jonny Howson     |
| 2016–17 | Wes Hoolahan     |
| 2017–18 | James Maddison   |
| 2018–19 | Teemu Pukki      |
| 2019–20 | Tim Krul         |
| 2020–21 | Emiliano Buendía |
| 2021–22 | Teemu Pukki      |
| 2022–23 | Gabriel Sara     |
| 2023–24 | Kenny McLean     |

## Huấn luyện viên

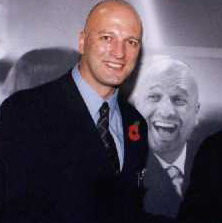
Huấn luyện viên cũ, Bryan Gunn

Danh sách tính đến 14 tháng 6 năm 2024. Không bao gồm các huấn luyện viên thể lực và tạm quyền. Chỉ tính những huấn luyện viên chính thức, các trận thi đấu được tính.
| Tên                  | Quốc tịch        | Từ                                     | Đến                                      | ST  | T   | H   | B   | %T    |
| -------------------- | ---------------- | -------------------------------------- | ---------------------------------------- | --- | --- | --- | --- | ----- |
| John Bowman          | Anh              | 1 tháng 8 năm 1905                     | 31 tháng 7 năm 1907                      | 78  | 31  | 23  | 24  | 039,7 |
| James McEwen         | Scotland         | 1 tháng 8 năm 1907                     | 31 tháng 5 năm 1908                      | 43  | 13  | 10  | 20  | 030,2 |
| Arthur Turner        | Anh              | 1 tháng 8 năm 1909                     | 31 tháng 5 năm 1910                      | 86  | 27  | 22  | 37  | 031,4 |
| Bert Stansfield      | Anh              | 1 tháng 8 năm 1910                     | 31 tháng 5 năm 1915                      | 248 | 78  | 75  | 95  | 031,5 |
| Major Frank Buckley  | Anh              | 1 tháng 8 năm 1919                     | 1 tháng 7 năm 1920                       | 43  | 15  | 11  | 17  | 034,9 |
| Charles O'Hagan      | Anh              | 1 tháng 7 năm 1920                     | 1 tháng 1 năm 1921                       | 21  | 4   | 9   | 8   | 019,0 |
| Albert Gosnell       | Anh              | 1 tháng 1 năm 1921                     | 28 tháng 2 năm 1926                      | 233 | 59  | 79  | 95  | 025,3 |
| Bert Stansfield      | Anh              | 1 tháng 3 năm 1926                     | 1 tháng 11 năm 1926                      |     |     |     |     |       |
| Cecil Potter         | Anh              | 1 tháng 11 năm 1926                    | 1 tháng 1 năm 1929                       | 101 | 30  | 26  | 45  | 029,7 |
| James Kerr           | Anh              | 1 tháng 4 năm 1929                     | 28 tháng 2 năm 1933                      | 168 | 65  | 43  | 60  | 038,7 |
| Tom Parker           | Anh              | 1 tháng 3 năm 1933 1 tháng 5 năm 1955  | 1 tháng 2 năm 1937 31 tháng 3 năm 1957   | 271 | 104 | 69  | 98  | 038,4 |
| Bob Young            | Anh              | 1 tháng 2 năm 1937 1 tháng 9 năm 1939  | 31 tháng 12 năm 1938 31 tháng 5 năm 1946 | 78  | 26  | 14  | 38  | 033,3 |
| Jimmy Jewell         | Anh              | 1 tháng 1 năm 1939                     | 1 tháng 9 năm 1939                       | 20  | 6   | 4   | 10  | 030,0 |
| Duggie Lochhead      | Scotland         | 1 tháng 12 năm 1945                    | 1 tháng 3 năm 1950                       | 104 | 42  | 28  | 34  | 040,4 |
| Cyril Spiers         | Anh              | 1 tháng 6 năm 1946                     | 1 tháng 12 năm 1947                      | 65  | 15  | 12  | 38  | 023,1 |
| Norman Low           | Scotland         | 1 tháng 5 năm 1950                     | 30 tháng 4 năm 1955                      | 258 | 129 | 56  | 73  | 050,0 |
| Archie Macaulay      | Scotland         | 1 tháng 4 năm 1957                     | 1 tháng 10 năm 1961                      | 224 | 105 | 60  | 59  | 046,9 |
| Willie Reid          | Scotland         | 1 tháng 12 năm 1961                    | 1 tháng 5 năm 1962                       | 31  | 13  | 6   | 12  | 041,9 |
| George Swindin       | Anh              | 1 tháng 5 năm 1962                     | 30 tháng 11 năm 1962                     | 20  | 10  | 5   | 5   | 050,0 |
| Ron Ashman           | Anh              | 1 tháng 12 năm 1962                    | 31 tháng 5 năm 1966                      | 162 | 59  | 39  | 64  | 036,4 |
| Lol Morgan           | Anh              | 1 tháng 6 năm 1966                     | 1 tháng 5 năm 1969                       | 127 | 45  | 47  | 35  | 035,4 |
| Ron Saunders         | Anh              | 1 tháng 7 năm 1969                     | 16 tháng 11 năm 1973                     | 221 | 84  | 61  | 76  | 038,0 |
| John Bond            | Anh              | 27 tháng 11 năm 1973                   | 31 tháng 10 năm 1980                     | 340 | 105 | 114 | 121 | 030,9 |
| Ken Brown            | Anh              | 1 tháng 11 năm 1980                    | 9 tháng 11 năm 1987                      | 367 | 150 | 93  | 124 | 040,9 |
| Dave Stringer        | Anh              | 9 tháng 11 năm 1987                    | 1 tháng 5 năm 1992                       | 229 | 89  | 58  | 82  | 038,9 |
| Mike Walker          | Wales            | 1 tháng 6 năm 1992 21 tháng 6 năm 1996 | 6 tháng 1 năm 1994 30 tháng 4 năm 1998   | 179 | 69  | 46  | 64  | 038,5 |
| John Deehan          | Anh              | 12 tháng 1 năm 1994                    | 31 tháng 7 năm 1995                      | 58  | 13  | 22  | 23  | 022,4 |
| Martin O'Neill       | Bắc Ireland      | tháng 8 năm 1995                       | tháng 12 năm 1995                        | 26  | 12  | 9   | 5   | 046,2 |
| Gary Megson          | Anh              | tháng 12 năm 1995                      | 21 tháng 6 năm 1996                      | 32  | 5   | 10  | 17  | 015,6 |
| Bruce Rioch          | Scotland         | 12 tháng 6 năm 1998                    | 13 tháng 3 năm 2000                      | 93  | 30  | 31  | 32  | 032,3 |
| Bryan Hamilton       | Bắc Ireland      | 5 tháng 4 năm 2000                     | 4 tháng 10 năm 2000                      | 35  | 10  | 10  | 15  | 028,6 |
| Nigel Worthington    | Bắc Ireland      | 4 tháng 12 năm 2000                    | 2 tháng 10 năm 2006                      | 280 | 114 | 104 | 62  | 040,7 |
| Peter Grant          | Scotland         | 13 tháng 10 năm 2006                   | 9 tháng 10 năm 2007                      | 54  | 18  | 12  | 24  | 033,3 |
| Glenn Roeder         | Anh              | 30 tháng 10 năm 2007                   | 14 tháng 1 năm 2009                      | 65  | 20  | 15  | 30  | 030,8 |
| Bryan Gunn           | Scotland         | 16 tháng 1 năm 2009                    | 13 tháng 8 năm 2009                      | 21  | 6   | 5   | 10  | 028,6 |
| Paul Lambert         | Scotland         | 18 tháng 8 năm 2009                    | 2 tháng 6 năm 2012                       | 142 | 70  | 37  | 35  | 049,3 |
| Chris Hughton        | Cộng hòa Ireland | 6 tháng 6 năm 2012                     | 6 tháng 4 năm 2014                       | 82  | 24  | 23  | 35  | 029,3 |
| Neil Adams           | Anh              | 6 tháng 4 năm 2014                     | 5 tháng 1 năm 2015                       | 32  | 11  | 8   | 13  | 034,4 |
| Alex Neil            | Scotland         | 9 tháng 1 năm 2015                     | 10 tháng 3 năm 2017                      | 108 | 45  | 21  | 42  | 041,7 |
| Daniel Farke         | Đức              | 25 tháng 5 năm 2017                    | 6 tháng 11 năm 2021                      | 208 | 87  | 49  | 72  | 041,8 |
| Dean Smith           | Anh              | 15 tháng 11 năm 2021                   | 27 tháng 12 năm 2022                     | 42  | 12  | 9   | 21  | 028,6 |
| David Wagner         | Hoa Kỳ           | 6 tháng 1 năm 2023                     | 17 tháng 5 năm 2024                      | 76  | 31  | 17  | 28  | 040,8 |
| Johannes Hoff Thorup | Đan Mạch         | 30 tháng 5 năm 2024                    | đương nhiệm                              | 0   | 0   | 0   | 0   | —     |

## Danh hiệu
Norwich City đã giành được một số danh hiệu, bao gồm:

### Hạng giải
Premier League (ngoại hạng và vô địch quốc gia)
- thứ 3 (1) (1992–93)

Giải bóng đá hạng nhất Anh (hạng 1)
- Vô địch (4): 1971–72, 1985–86, 2003–04, 2018-19
  - Á quân (1): 2010–11 (và lên vô địch quốc gia)

Hạng nhì Anh (hạng hai)
- Vô địch (2): 1933–34, 2009–10
  - Á quân (1): 1959–60

### Cúp
Cúp liên đoàn
- Vô địch (2):1965, 1985
  - Á quân (2): 1973, 1975